# Пурдка
Пурдка (пол. Purdka, нім. Klein Purden) — село в Польщі, у гміні Пурда Ольштинського повіту Вармінсько-Мазурського воєводства.
Населення — 120 осіб (2011).
У 1975-1998 роках село належало до Ольштинського воєводства.

## Демографія
Демографічна структура станом на 31 березня 2011 року:
|          | Загалом | Допрацездатний вік | Працездатний вік | Постпрацездатний вік |
| -------- | ------- | ------------------ | ---------------- | -------------------- |
| Чоловіки | 70      | 13                 | 54               | 3                    |
| Жінки    | 50      | 8                  | 36               | 6                    |
| Разом    | 120     | 21                 | 90               | 9                    |